# Чахава Медея Василівна
Медея Чахава (груз. მედეა ჩახავა, 15 травня 1921, Сергієті, Мартвільський район, Грузинська РСР, СРСР — 7 вересня 2009, Тбілісі, Грузія) — радянська і грузинська актриса театру і кіно. Лауреат  Сталінської премії (1951), Народний артист Грузинської РСР (1960).

## Біографія
Медея Чахава народилася 15 травня 1921 року (за іншими даними — 17 травня) в селі Сергієті  Мартвільського району  Грузії в родині лікаря Василя Чахава. Поступила в  Грузинський театральний інститут, вчилася у  Г. А. Товстоногова. У 1941 році дебютувала на сцені  Театру імені Руставелі, а її дебют в кіно відбувся в 1942 році. У 1943 році закінчила театральний інститут і була прийнята в трупу Театру імені Руставелі. У 1954 році вступила в КПРС.
Медея Чахава була артисткою лірико-комедійного амплуа. За твердженням «Театральної енциклопедії», її творчість відрізняється «безпосередністю, щирістю, глибиною розкриття психології героїнь», у ній «гостра характерність поєднується з жіночністю, чарівністю». У театрі вона виконувала ролі Дженеври («Глибоке коріння» Гоу і Д'Юссо), Гаяне («Потоплені камені»  І. Мосашвілі), Наді («Вороги»), Ліди Плахи («Люди, будьте пильні!» по  Ю. Фучика), Тіни («Таріел Голу»  Лео Кіачелі), Ліди Матісової («Така любов»  П. Когоута), Єви («Сучасна трагедія»  Р. Ебралідзе), Лейли («Діти моря»  Г. Хухашвілі) та інші. Вона виконала також ряд комедійних ролей: Амаранта («Іспанський священик»  Д. Флетчера), Кекелія («Пепо»  Г. Сундукяна), Клара («Доктор філософії»  Б. Нушича), Сарі («У дворі злий собака»  К. Буачидзе), Карожна («Осінні дворяни»  Д . Клдіашвілі), Лиса («Чінчрака»  Г. Нахуцрішвілі).
У 1951 році Медея Чахава була удостоєна  Сталінської премії в області літератури і мистецтва за роль Гаяне в спектаклі «Потоплені камені». У 1960 році отримала звання  Народної артистки Грузинської РСР. У 2002 році стала  Почесною громадянкою Тбілісі. 4 червня 2006 близько Театру імені Руставелі була відкрита її іменна зірка.
Медея Чахава померла в Тбілісі 7 вересня 2009 року. Похована в  Дідубійському пантеоні громадських діячів.

## Сім'я
Другий чоловік — актор і спортивний коментатор  Коте Махарадзе; дочка — балерина Мака Махарадзе.

## Фільмографія
- 1949 — Щаслива зустріч —  Жужуна
- 1954 —  Бабка —  Цкріала
- 1956 — Баши-Ачук —  Мелано
- 1957 — Особисто відомий —  кохана Камо Медея (Медико)
- 1958 —  Манана —  двірничка
- 1959 —  Ніно —  Ніно
- 1959 — День останній, день перший —  дружина металурга
- 1961 — Розповідь жебрака
- 1962 — Кріт —  Кето
- 1968 — Повернення усмішки —  Магдані
- 1972 — Веселий роман —  Софія
- 1992 — День народження Анни
- 1993 —  Джада
- 1996 — Як тебе звуть?!